# Hoko noční
Hoko noční (Nothocrax urumutum) je pták z čeledi hokovitých, který se vyskytuje v nížinatých vlhkých pralesích střední a horní Amazonie na území Brazílie, Kolumbie, Ekvádoru, Peru a Venezuely. Jedná se o nejmenšího zástupce hoků. Jak už druhové jméno napovídá, je aktivní hlavně v noci. Jedná se o jediného zástupce rodu Nothocrax.

## Systematika
Druh poprvé popsal Johann Baptist von Spix v roce 1825. V minulosti byl řazen s dalšími hoky do rodu Crax, nicméně podle genetických dat druhu přísluší samostatný rod, který byl pojmenován jako Nothocrax. Jedná se o jediného zástupce tohoto rodu. Netvoří žádné poddruhy.
Rodové jméno Nothocrax pochází z řeckého nóthés, nóthéuó = pomalý, líny, a řeckého crax, což odkazuje k rodu Crax. Druhové jméno urumutum pochází z jazyka domorodých Tupiů, kteří pojmenovávají hoka nočního jako urú mutúm.

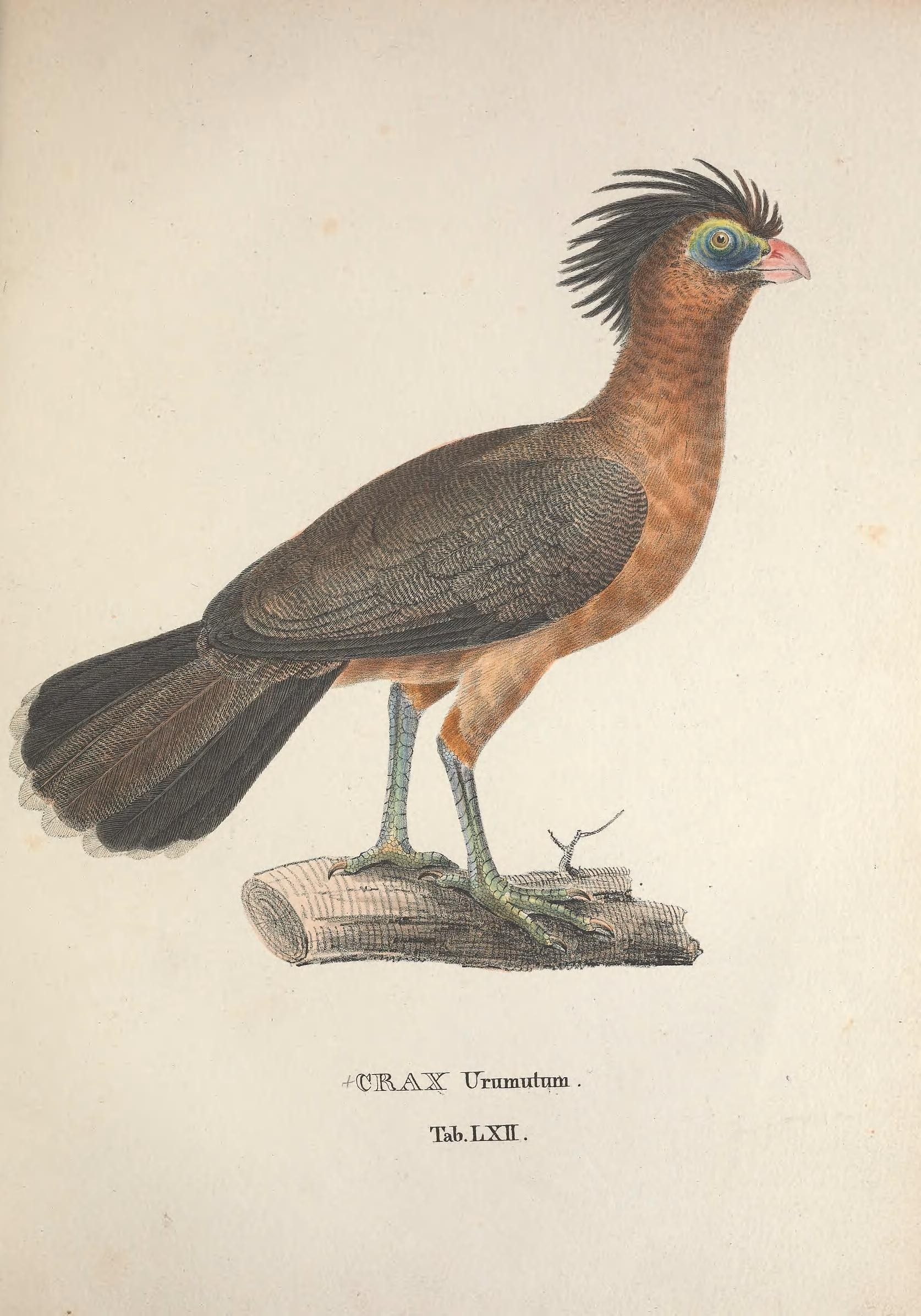
Ilustrace hoka nočního z let 1824-1825

## Popis
Hoko noční dosahuje délky 58–66 cm, což z něj činí nejmenšího zástupce hoků. Váží kolem 1,25 kg. Jedinečné je i hokovo opeření, které je převážně červenohnědé až kaštanové, zatímco opeření ostatních hoků je převážně černé. Spodní část těla je světlejší. Tmavá chocholka je zploštělá s jemně kudrnatými pery. Ocas je černý a na konci světle béžový. Duhovky jsou hnědooranžové a těsné okolí očí je neopeřené, takže lze vidět holou kůži, která je nad okem zelenožlutá a pod okem načernalá. Zobák je oranžovočervený a nohy šedé.

## Biologie
Jedná se o nokturního ptáka žijícího skrytým způsobem života, takže je značně složité jej studovat a o ptákovi je tak známo jen minimum informací.
Potravu shání samostatně nebo v menších skupinkách do 4 jedinců, a to nejčastěji kolem soumraku a úsvitu. Krmí se na zemi. Doba hnízdění není přesně známa, nicméně hnízdění bylo zaznamenáno mezi říjnem a únorem. Hnízdo představuje velká neforemná hromada větví a palmových listů vystlána větvičkami a suchými listy. Hnízda jsou umístěna na stromech, ve změti popínavých rostlin i u země na pařezech a spadlých stromech. Snůšku tvoří 2 vejce.
Hoko noční má výrazný hlasový projev. Projevuje se v noci, od cca 9. večerní hodiny, a pak také často 2–3 hodiny před úsvitem. Hoko vydává hluboký hučící zvuk hoou, hu-hu, huu-hu-hu... wUUT!, po kterém následuje vysoko položený, stoupavý naříkavý tón whoooooouu. Takovýto hlasový projev byl zaznamenán pouze u samců.

## Rozšíření
Hoko noční je rozšířen ve střední a horní Amazonii (jižní Venezuela, jihovýchodní Kolumbie, východní Ekvádor, severovýchodní peru, západní a střední Brazílie). Vyhledává nížinaté, nekopcovité vlhké tropické lesy, často poblíž černé vody. Typicky se pohybuje v nadmořských výškách do 850 m n. m., avšak v Ekvádoru byl zaznamenán i ve výšce 1500 m n. m.

## Status
Mezinárodní svaz ochrany přírody hodnotí hoka nočního jako málo dotčený druh, i když jeho populace je patrně na ústupu. V místech svého výskytu je hoko popisován jako „celkem běžný“. Větší číst habitatu západní Amazonie zůstává totiž nedotčena a díky nokturní povaze druhu hoko noční nečelí takovému tlaku lovců jako ostatní hokovití.